# Copa del Rey 1926
Dvacátý šestý ročník Copa del Rey (španělského poháru) se konal od 28. února do 16. května 1926 za účasti již nově 24 klubů.
Trofej získal posedmé ve své historii, obhájce minulého ročníku FC Barcelona, který porazil ve finále 3:2 v prodloužení Atlético Madrid.